# Henning Kaul
Henning Kaul (* 1. Februar 1940 in Berlin) ist ein bayerischer Politiker (CSU). Er war von 1986 bis 2008 Abgeordneter im Landtag des Freistaates Bayern.

## Leben
Kaul machte nach dem Realschulabschluss eine Lehre als Starkstromelektriker und absolvierte anschließend ein Studium der Elektrotechnik. Kaul ist sowohl Mitglied im VDE als auch im VDI. Bis 1986 war er als leitender Angestellter in der chemischen Industrie beschäftigt. Nach seinem Einzug ins bayrische Landesparlament zog er sich davon zurück, um sich auf sein Abgeordnetenmandat zu konzentrieren.

## Politik
Kaul war von 1971 bis 1974 Kreisvorsitzender der Jungen Union im Landkreis Miltenberg und anschließend im selben Landkreis bis 1989 Kreisvorsitzender der CSU. Von 1976 bis 1990 gehörte er dem Kreistag von Miltenberg und dem Regionalen Planungsverband an. Von 1982 bis 1986 war er zudem Mitglied im Bezirkstag von Unterfranken und seit 1974 Mitglied im CSU-Bezirksvorstand. Von 1996 bis 2014 war Kaul Mitglied im Kreistag des Landkreises Aschaffenburg. 
Im Jahr 1986 wurde er über die Landesliste in den Bayerischen Landtag gewählt. Dort war er seit 1990, dem Jahr, in dem er zum ersten Mal ein Direktmandat gewinnen konnte, Vorsitzender des Landtagsausschusses für Landesentwicklung und Umweltfragen, im Jahr 2003 wurde der Ausschuss in Ausschuss für Umwelt und Verbraucherschutz umbenannt. Den Vorsitz behielt Kaul bis zum Ende seines Abgeordnetenmandats. Außerdem war er umwelt-, verbraucherschutz- und entwicklungspolitischer Sprecher und Sprecher für Fragen der Evangelischen Kirche der CSU-Landtagsfraktion. Während seiner Abgeordnetenzeit war er außerdem Mitglied im Energiebeirat des Staatsministeriums für Wirtschaft und Verkehr und Mitglied im Stiftungsbeirat des Bayerischen Naturschutzfonds. Zudem war er Mitglied im VDE-Bundesausschuss Beruf, Gesellschaft und Technik. Neben verschiedenen Vorstandsverpflichtungen in Vereinen und Verbänden war er von 1990 bis 2004 stellv. Hauptvorsitzender des Spessartbundes. Henning Kaul hat 2009 das Buch "Unsere Erde gibt es nur einmal" im Wissenschaftsverlag Duncker & Humblot, Berlin, und 2021 das Buch "Bekenntnisse zur Verantwortung für die Umwelt" im Lau-Verlag, herausgegeben.
Zur Landtagswahl in Bayern 2008 stellte er sich mit 68 Jahren nicht mehr zur Wahl und somit schied er aus dem Landtag aus. Kaul war seit 1990 bei jeder Landtagswahl direkt ins Parlament eingezogen.

## Auszeichnungen
Für seine Verdienste bekam Kaul 1994 den Bayerischen Verdienstorden und die Verfassungsmedaille in Silber und 2004 in Gold verliehen. 1998 die Verdienstmedaille des Bundesverbandes Deutscher Wasserkraftwerke; 2008 das "Goldene Siegel" der Handwerkskammer von Unterfranken; 2009 die Stadtplakette in Gold der Stadt Alzenau; 2009 Bayerische Staatsmedaille für Verdienste um die Umwelt; 2014 Medaille und Ehrennadel des Landkreises Aschaffenburg.
2023 Dokumentation der politischen Arbeit von Henning Kaul seit 1971 in einem 325-seitigen Findbuch der Hanns-Seidel-Stiftung als historischer Quellennachweis besonders für die bayerische Umweltpolitik bis 2008.